# بخش سرخ قلعه
بخش سرخ قلعه، یکی از بخش‌های شهرستان قلعه‌گنج در استان کرمان ایران است. مرکز این بخش، روستای سرخ قلعه است.

## تقسیمات کشوری
- بخش سرخ قلعه
  - دهستان سرخ قلعه
  - دهستان چهل منی

## جمعیت
بر پایه سرشماری عمومی نفوس و مسکن در سال ۱۳۹۵، جمعیت بخش سرخ قلعه برابر با ۲۱٬۷۸۹ نفر بوده‌است.

## اقتصاد

### کشاورزی
درآمد اکثر مردم به کشت محصولات سالانه اختصاص دارد و محصولات عمده زراعی بخش را گندم، ذرت، هندوانه، گوجه فرنگی، خیار و مرکبات نظیر خرما تشکیل می‌دهد

## آثار تاریخی و جاذبه‌های گردشگری
- بقعه و زيارتگاه شاهزاده ابوالقاسم معروف به زيارت بچه، در بخش سرخ قلعه شهرستان قلعه گنج در مسير قلعه گنج به كهنوج واقع شده است. این امامزاده را می توان تنها امامزاده معتبر جنوب کرمان دانست و از شاخص ترین مکان های گردشگری بخش سرخ قلعه است که به دلیل داشتن امکانات رفاهی از قبیل پارک بازی کودکان، کشتارگاه زبح دام، آلاچیق های سنتی و درخت کاری های اطراف مورد توجه قرار دارد و زائران زیادی از اطراف مخصوصا در تعطیلات نوروز به آن سفر می کنند. زائرین معمولا از شهرستان های قلعه ‌گنج، کهنوج، رودبار، منوجان، فاریاب، جیرفت و استان‌ های همسایه مثل هرمزگان و سیستان و بلوچستان راهی این امامزاده می شوند.